# Colegiul Reformat din Târgu Mureș
Colegiul Reformat din Târgu Mureș (în maghiară Marosvásárhelyi Református Kollégium) a fost o instituție de educație de cultură generală, pentru o perioadă de timp de rang de invățământ superior, aparținută de Biserica Reformată și care funcționa între 1557-1948 până la naționalizarea și închiderea sa. Instituțiile succesoare sunt Liceul Teoretic „Bolyai Farkas” și Liceul Vocațional Reformat.

## Istoric
Pentru mai multe detalii, vezi și Liceul Teoretic „Bolyai Farkas”.
Adunarea stărilor privilegiate de la Cluj la 25 noiembrie 1556 a hotărât predarea a două clădiri pentru înființarea unor școli la Cluj și Târgu Mureș. În anul 1557 dieta transilvană la Alba Iulia a urgentat înființarea școlilor. Regina Izabella era de acord cu cedarea celor două clădiri pentru înființarea școlilor. Așezământ instructiv-educativ numit Schola Particula și-a deschis poarta în anul 1557 într-o clădire aflată în imediata apropiere a Bisericii reformate din Cetate. În anul 1557 este menționată existența unei biblioteci lângă Schola Particula reformată, prima școală de acest fel de pe cuprinsul României.
În 1718 au fost primiți în școală elevii colegiului din Sárospatak, alungați în urma conflictelor religioase cauzate de răspândirea Reformei religioase si a contrareformei. Totodată, în acest a devenit instituție de învățământ superior primind numele de „Colegiul Reformat”. Printre disciplinele studiate se număra teologia și filozofia. Din 1797 se studiază și dreptul, filologia și științele naturii. 
Guvernatorul Sámuel Teleki în timpul petrecut la Viena planifică dezvoltarea bibliotecii școlii ca o mare bibliotecă europeană. Aici vor fi acumulate nenumărate cărți și materiale tipărite de pe moșiile de pe întrega Vale a Mureșului. În anul 1802 după ce fondul de carte a fost îndeajuns de bogat, biblioteca își deschide porțile în mod oficial și este declarată bibliotecă publică. La începutul secolului biblioteca număra peste 38.000 de volume. Printre materiale găzduite de bibliotecă se regăsesc Catechismul românesc, tipărit în latină în anul 1648, precum și un manual de logică scris de János Apáczai Csere. 
La 4 mai 1804, profesorul Farkas Bolyai a ocupat catedra de matematică. Epoca Bolyai a colegiului s-a culminat prin activitatea fiului său, matematicianului János Bolyai, fondatorul geometriei neeuclidiene. Rezultatul cercetărilor sale le-a publicat, ca o anexă, intitulată Appendix, la tratatul tatălui său, Farkas Bolyai, Tentamen juventutem studiosam... din 1832. Această operă, ca și concepția sa, reprezintă un moment crucial în dezvoltarea geometriei moderne.
Bibliotecarul Colegiului Reformat din Târgu Mureș, József Koncz a găsit un codex în anul 1860 pe podul unei clădire anexă ale Castelului Rhédey folosită de angajații familiei. József Koncz și-a recunoscut vechimea manuscriptului care se datează din partea doua a secolului al XIV-lea și a transportat în biblioteca Colegiului. După naționalizarea fondului de cărți, volumul a fost transportat în Biblioteca Teleki. Aici Elek Farczády⁠(hu)[traduceți] cu ajutorul lingvistului Attila Szabó T.⁠(hu)[traduceți] au identificat un textul în limba maghiară cu 55 de cuvinte care constituie al șaselea monument de limbă maghiară. Acest text este cunoscut ca Rândurile târgumureșene, iar codexul în latină în cadrul lingviștilor poartă numele lui Koncz. 
În 1948 datorită naționalizării instituților de educație aflate în proprietatea cultelor religioase din România, Colegiul Reformat a fost transformat în liceu de stat cu numele Liceul Maghiar de Băieți nr. 2 care din 1952 continua activitatea sub numele de Liceul Maghiar de Băieți Iosif Rangheț. 
În 1957 cu ocazia aniversării patru sute de ani de la fondarea Colegiului Reformat din Târgu Mureș, liceul a preluat numele fostului său profesor de matematică Farkas Bolyai și a fost dezvelit Monumentul celor doi Bolyai în piața din fața clădirii principale.  În 1994 în cadrul Liceului Teoretic „Bolyai Farkas” a fost înființată prima clasă cu profil teologic reformat. Începând cu data de 1 septembrie 2000 Ministerul Învățământului a aprobat înființarea Liceului Teologic Reformat.

## Imagini

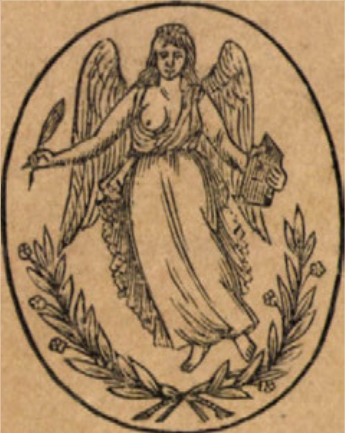
Sigla Colegiului pe coperta almanahului instituției din anul școlar 1890-1891
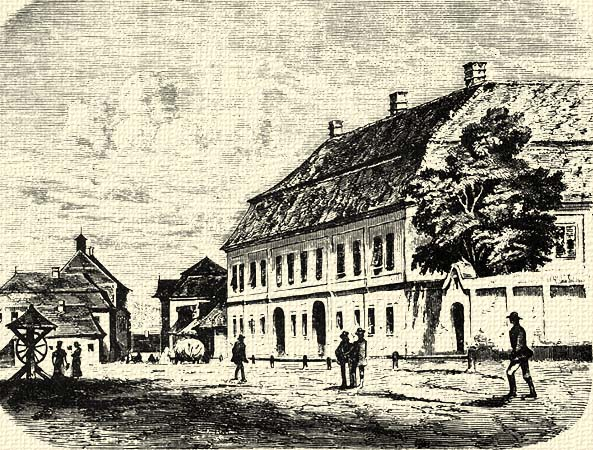
Gravura lui Balázs Orbán despre Colegiul Reformat (stânga)
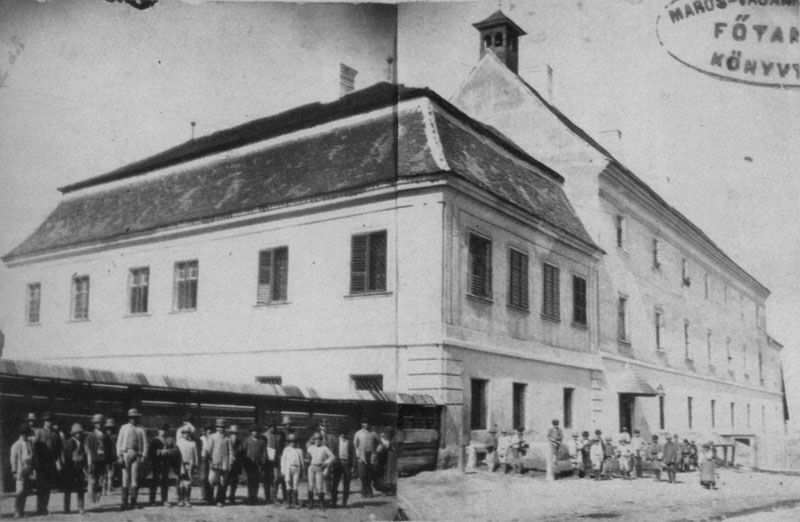
Auditoriul și biblioteca înainte de demolare (1865)
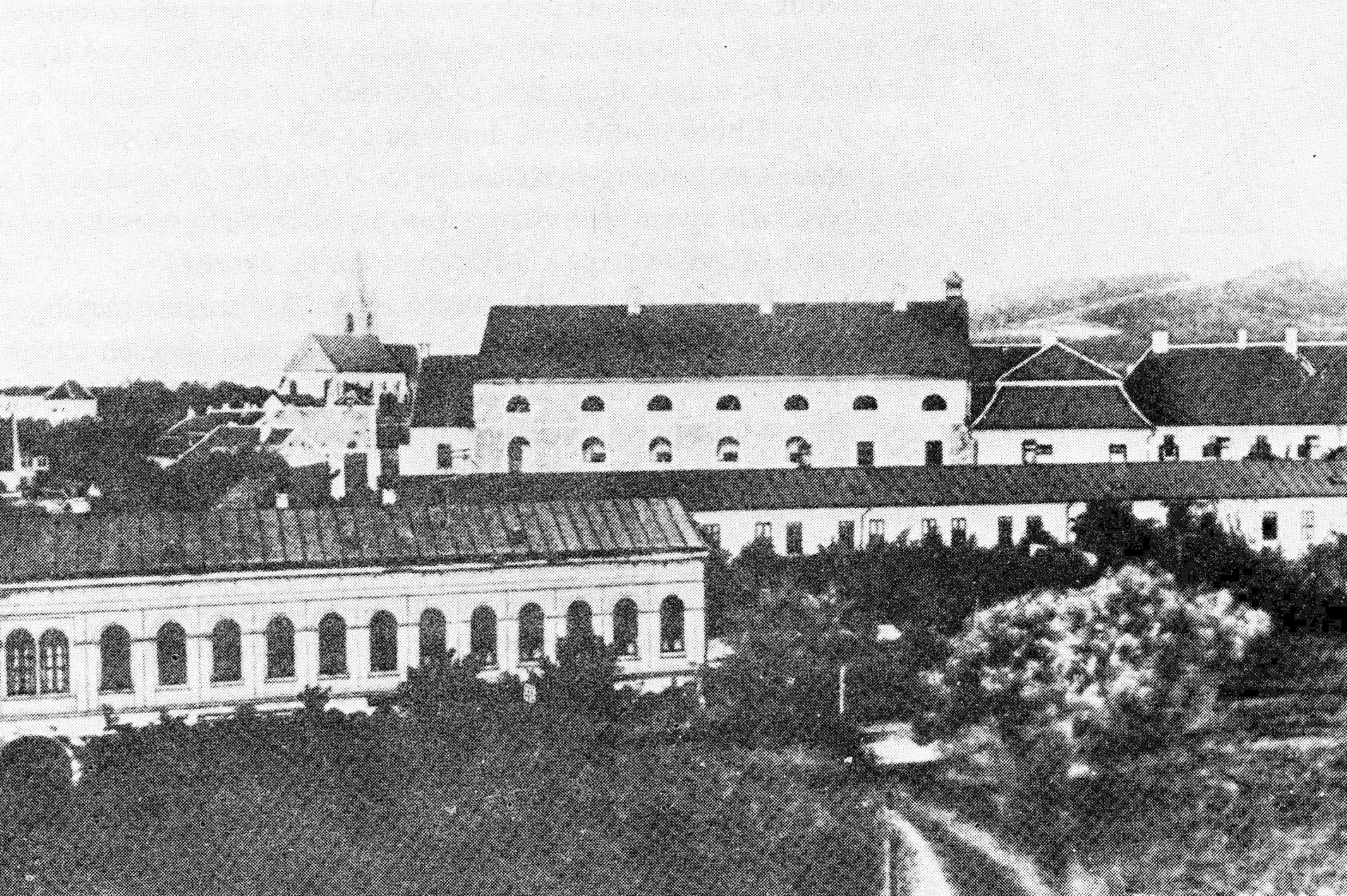
Clădirile internatului, auditoriului și bibliotecii (1890)
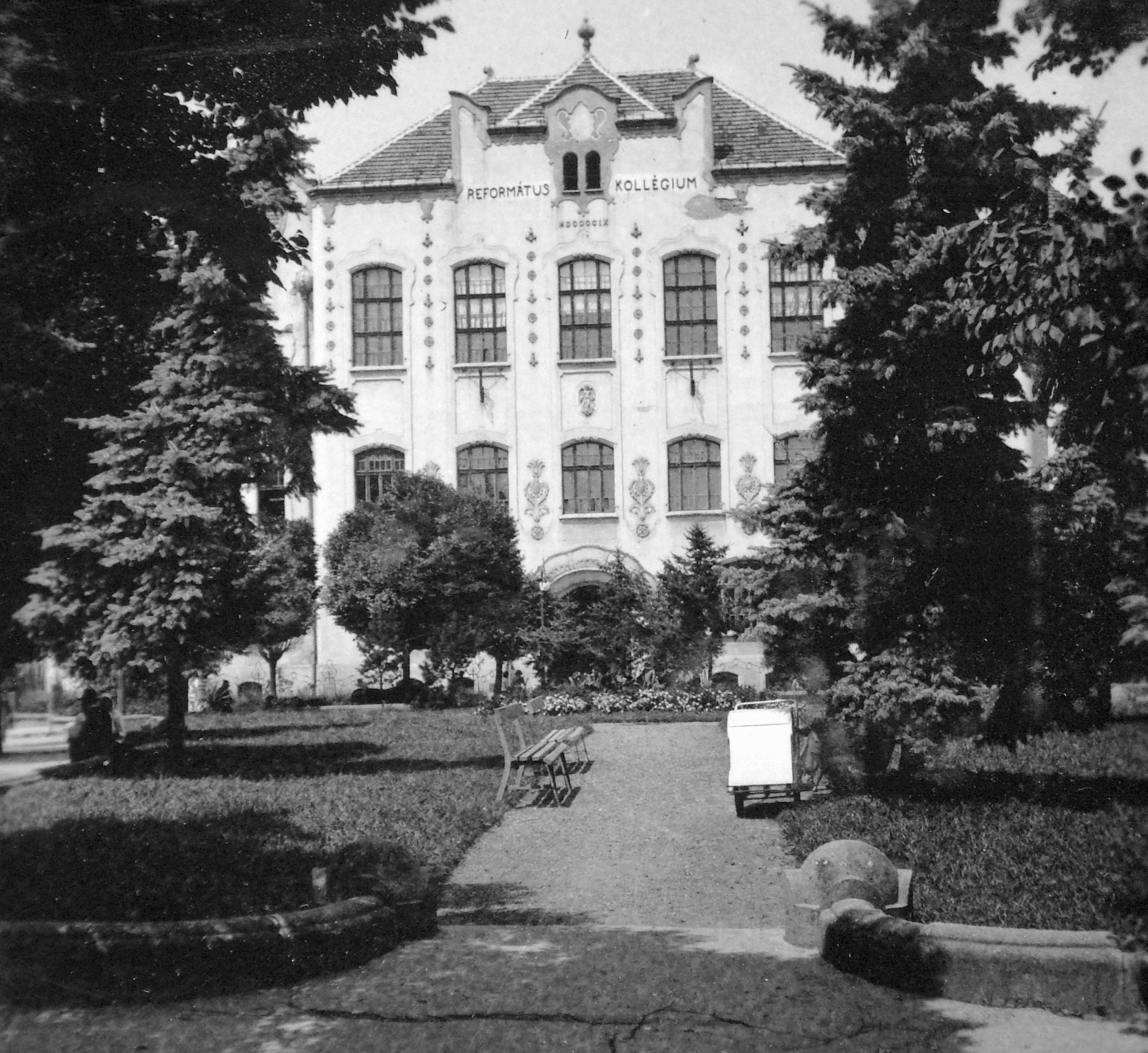
Clădirea centrală în stil Art Nouveau (1941)